# Миллетт, Льюис Ли
Льюис Ли Миллет-старший (англ. Lewis Lee Millett Sr.) (15 декабря 1920 — 14 ноября 2009) — офицер армии США, награждённый высочайшей военной наградой США медалью Почёта в ходе Корейской войны за мужество, с которым возглавил последнюю масштабную американскую штыковую атаку.
Вступил в ряды Национальной гвардии во время учёбы в хай-скул, и в 1940 перешёл в воздушный корпус армии США. Когда он решил, что США не примут участия во второй мировой войне, он дезертировал и перебрался в Канаду вместе с другом, они вступили в ряды канадской армии и были отправлены в Лондон. К тому времени США вступили в войну и он, находясь в Европе, был переведён в армию США, где отличился и был награждён Серебряной звездой за то, что отогнал грузовик с загоревшимися боеприпасами подальше от группы солдат, перед тем как произошёл взрыв.
В ходе Корейской войны он удостоился высшей военной награды США — медали Почёта. Наградная запись указывает, что он возглавил штыковую атаку на противника. Миллет также принял участие и во Вьетнамской войне. Он ушёл в отставку из армии в 1973 году, а в 2009 году умер от сердечной недостаточности.

## Биография
Родился 15 декабря 1920 года в г. Меканик-фоллс, штат Мэн , вырос в южном Дартмуре, штат Массачусетс, куда переехала его мать, после того как развелась и нашла себе нового мужа. Его дед участвовал в Гражданской войне, дядя сражался в Первой мировой войне в составе 101-го полка полевой артиллерии Национальной гвардии штата Массачусетс.
Во время учёбы в хай-скул Дартмура Миллетт в 1938 году вступил в ряды национальной гвардии штата Массачусетс и поступил в 101-го полк полевой артиллерии, где когда-то служил его дядя. В 1940 году он вступил в воздушный корпус армии и поступил в школу оружейников. Когда стало ясным, что США не собираются вступать во Вторую мировую войну Миллетт дезертировал в середине 1941 года . Вместе с другом, который был уволен из корпуса морской пехоты за недостойное поведение, Миллетт добрался автостопом до Канады и вступил в канадскую армию. Он получил назначение в Королевский полк канадской артиллерии и был отправлен в Великобританию, где служил оператором зенитного радара в Лондоне во время т.н. «Блица». Ко времени его прибытия в Британию США вступили в войну. Милетт перешёл в армию США в 1942 году.
Он получил назначение в 27-й бронированный полк полевой артиллерии, первой бронетанковой дивизии. Служил в Тунисе в противотанковой артиллерии в ходе операции «Факел» . Во время боёв он увёл полугусеничный транспортёр, нагруженный загоревшимися боеприпасами, в сторону от солдат Союзников, успев выпрыгнуть, перед тем как тот взорвался. За свои действия он был награждён третьей по значимости наградой США Серебряной звездой. Затем сбил вражеский истребитель «Мессершмитт Ме-109» огнём из пулемётов, установленных на полугусеничном транспортёре.
Миллетт в звании сержанта принял участие в высадке союзников в Италии (в Салерно) и в последующей битве при Анцио. К этому времени командование прознало про дезертирство Миллетта в 1941 году, он предстал перед военным трибуналом и был приговорён к штрафу в 52 доллара и ограничению привилегий по увольнительным. Спустя несколько недель он был произведён в звание второго лейтенанта.
После второй мировой войны Миллетт окончил Бэйтс-колледж в Льюистоне, штат Мэн, а через три года был призван для участия в Корейской войне.
7 февраля 1951 года капитан Миллетт, командир роты Е второго батальона, 27-го пехотного полка повёл свою роту в атаку на вражеские позиции на высоте 180 близ Соам-ни. Сейчас там расположена база ВВС Осан. Когда один из взводов оказался прижатым к земле вражеским огнём, Миллетт повёл вперёд другой взвод, поднял две группы и повёл их на высоту. Он примкнул штык и бросал гранаты, воодушевляя своих людей в ходе рукопашной. Достигнув вершины, его люди штурмовали вражескую позицию и вынудили противника отступить. Несмотря на ранение в голень осколками гранаты, Миллетт отказывался от эвакуации, пока позиция не была зачищена. Историк Маршалл описал атаку как «наиболее масштабную штыковую атаку американских войск после Колд-харбора». Около 50 человек противника были убиты, примерно 20 из них были заколоты штыками, холм позднее получил название Штыковой холм.
За своё командование в ходе штурма Миллет удостоился медали Почёта, вручённой ему президентом Трумэном в июле 1951 года. Также он получил вторую по значимости армейскую награду крест «За выдающуюся службу», за то, что в том же месяце возглавил другую штыковую атаку.
После Корейской войны Миллетт окончил школу рейнджеров в Форт-Беннинге, штат Джорджия. Служил в 101-й воздушно-десантной дивизии офицером разведки. Позднее принял участие во Вьетнамской войне как военный советник противоречивой программы «Феникс», направленной на выявление и уничтожение симпатизирующих Вьетконгу. Также он принял участие в основании «Рекондо» (разведывательно-боевой) школы, готовившей небольшие части для развёртывания во Вьетнаме. В середине 1960-х руководил учебным центром управления по безопасности армии в Форт-Девенс, штат Массачусетс. В 1963 году получил степень бакалавра искусств по политическим наукам в Парк-колледже (сейчас университет Парк) в Миссури.
В 1973 году Милетт ушёл в отставку из вооружённых сил в звании полковника. Позднее он заявил, что ушёл, поскольку полагал, что США «покинули» Вьетнам.
После завершения военной карьеры Миллетт служил заместителем шерифа в Трентоне, штат Теннесси. Он переехал в Идльвилль, штат Калифорния, где и прожил остаток жизни. Он регулярно появлялся на встречах ветеранов, в округе Риверсайд и по стране. Миллетт был членом общества медали Почёта Конгресса и калифорнийского командорства военного ордена иностранных войн.
Первый брак Миллетта с Вирджинией Янг закончился разводом. На праздниках по поводу медали Почёта в 1951 году он повстречал Вайнону Уильямс. Позднее они поженились и родили четырёх детей: Льюиса Ли-младшего, Тимоти, Джона, Элизабет. Ко времени смерти Вайноны в 1993 они прожили вместе свыше 40 лет. Сын Миллетта Джон штаб-сержант армии США оказался среди 240 американских военных погибших в 1985 году при крушении самолёта рейса 1285 над Гандером, Ньюфаундленд при возвращении после миротворческой службы на Синайском полуострове.
Миллетт скончался 14 ноября 2009 года от застойной сердечной недостаточности через месяц после своего 89-летия. Он умер в мемориальном медицинском центре Джерри Петтиса в Лома-Линда, штат Калифорния, куда за четыре дня был госпитализирован. Последние годы жизни он испытывал проблемы со здоровьем, включая диабет. Его похороны прошли 5 декабря 2009 года на национальном кладбище Риверсайд в г. Риверсайд, штат Калифорния, его могила № 1910 находится в районе 2.

## Награды
| Американские награды и знаки отличия:                    |
| -------------------------------------------------------- |
| Личные награды:                                          |
| медаль Почёта                                            |
| Крест «За выдающиеся заслуги»                            |
| Серебряная звезда                                        |
| Орден «Легион почёта» с дубовым листом                   |
| Бронзовая звезда с литерой "V" и двумя дубовыми листьями |
| медаль Пурпурное сердце с тремя дубовыми листьями        |
| Воздушная медаль с двумя дубовыми листьями               |
| Похвальная медаль (армия)                                |

| Американские награды и знаки отличия:                                                     |
| ----------------------------------------------------------------------------------------- |
| Награды для подразделения:                                                                |
| Президентская благодарность подразделению с тремя дубовыми листьями                       |
| Служебные награды:                                                                        |
| Медаль «За безупречную службу»                                                            |
| Награды за службу и кампании:                                                             |
| Медаль «За защиту Америки»                                                                |
| Медаль «За Американскую кампанию»                                                         |
| Медаль «За Европейско-африканско-ближневосточную кампанию» с четырьмя служебными звёздами |
| Медаль Победы во Второй мировой войне                                                     |
| Медаль «За службу в оккупационной армии»                                                  |
| Медаль «За службу национальной обороне»                                                   |
| Медаль «За службу в Корее» с одной служебной звездой                                      |
| Медаль экспедиционных вооружённых сил                                                     |
| Медаль «За службу во Вьетнаме» с одной служебной звездой                                  |
| Награды за службу и подготовку:                                                           |
| Медаль «За службу в резерве вооружённых сил»                                              |

| Американские награды и знаки отличия:      |
| ------------------------------------------ |
| Значки и пряжки:                           |
| Ranger Tab                                 |
| Значок боевого пехотинца (3-я награда)     |
| Master Parachutist Badge                   |
| Expert Marksmanship Badge w/ 3 weapon bars |

| Иностранные награды и знаки отличия:                              |
| ----------------------------------------------------------------- |
| Личные награды и награды для подразделения:                       |
| Военный крест (Франция) с пальмовым листом                        |
| Благодарность президента Республики Корея                         |
| Крест «За храбрость» (Южный Вьетнам) с пальмовым листом           |
| Медаль «За службу ООН в Корее»                                    |
| Медаль заслуг технической поддержки (Южный Вьетнам) (1-го класса) |
| Медаль чести вооружённых сил (Южный Вьетнам) (1-го класса)        |
| Медаль обслуживающих заслуг (Южный Вьетнам) (1-го класса)         |
| Медаль вьетнамской кампании                                       |
| Медаль «За службу на Корейской войне»                             |
| Badges                                                            |
| Thai Master Parachute Wings                                       |

### Наградная запись
Капитан Миллетт из роты Е удостоился медали Почёта за выдающуюся храбрость и мужество выполняя и перевыполняя свой долг службы в бою с противником. Лично возглавляя свою роту в атаке против сильно укреплённой позиции он заметил, что первый взвод оказался прижат к земле огнём из лёгкого стрелкового, автоматического и противотанкового оружия. Капитан Миллетт приказал третьему взводу двигаться вперёд, принял командование над двумя взводами и примкнув штык возглавил штурм холма, откуда их поливали огнём. В яростной схватке капитан Миллетт заколол штыком двух вражеских солдат и смело продолжил атаку, бросая гранаты, избивая и протыкая штыком врагов и призывая своих людей идти вперёд. Несмотря на плотный огонь противника штурмующие в рукопашном бою как вихрь поднялись до гребня холма. Его бестрепетное лидерство и личная храбрость так вдохновили людей, что они обрушились на вражеские позиции и использовали штыки со смертоносным эффектом, вынудившим врага отступить в беспорядке. Во время этой свирепой схватке капитан Миллетт был ранен осколками гранаты но отказался от эвакуации пока цель не была взята и прочно захвачена. Превосходящее лидерство, выдающаяся храбрость и совершенное посвящение долгу, продемонстрированное капитаном Миллеттом прямо повлияли на успешное завершение опасной миссии и принесли высочайшую честь ему и героическим традициям военной службы.
Оригинальный текст (англ.)
Capt. Millett, Company E, distinguished himself by conspicuous gallantry and intrepidity above and beyond the call of duty in action. While personally leading his company in an attack against a strongly held position he noted that the 1st Platoon was pinned down by small-arms, automatic, and antitank fire. Capt. Millett ordered the 3d Platoon forward, placed himself at the head of the 2 platoons, and, with fixed bayonet, led the assault up the fire-swept hill. In the fierce charge Capt. Millett bayoneted 2 enemy soldiers and boldly continued on, throwing grenades, clubbing and bayoneting the enemy, while urging his men forward by shouting encouragement. Despite vicious opposing fire, the whirlwind hand-to-hand assault carried to the crest of the hill. His dauntless leadership and personal courage so inspired his men that they stormed into the hostile position and used their bayonets with such lethal effect that the enemy fled in wild disorder. During this fierce onslaught Capt. Millett was wounded by grenade fragments but refused evacuation until the objective was taken and firmly secured. The superb leadership, conspicuous courage, and consummate devotion to duty demonstrated by Capt. Millett were directly responsible for the successful accomplishment of a hazardous mission and reflect the highest credit on himself and the heroic traditions of the military service.— 

### Другие почести
В честь капитана Миллетта была названа дорога на базе ВВС Осан («Дорога Миллетта»). Она поднимается по высоте 180, тому самому холму, на котором он возглавил свою легендарную штыковую атаку.
В день ветеранов 1999 года памяти Миллетта была посвящена золотая пальмовая звезда на дороге звёзд в Палм-спрингс, поскольку он был одним из пятерых жителей южного пустынного района Калифорнии, удостоившихся медали Почёта.
В 2009 году в честь Миллетта был назван парк в Сан-Хасинто, штат Калифорния

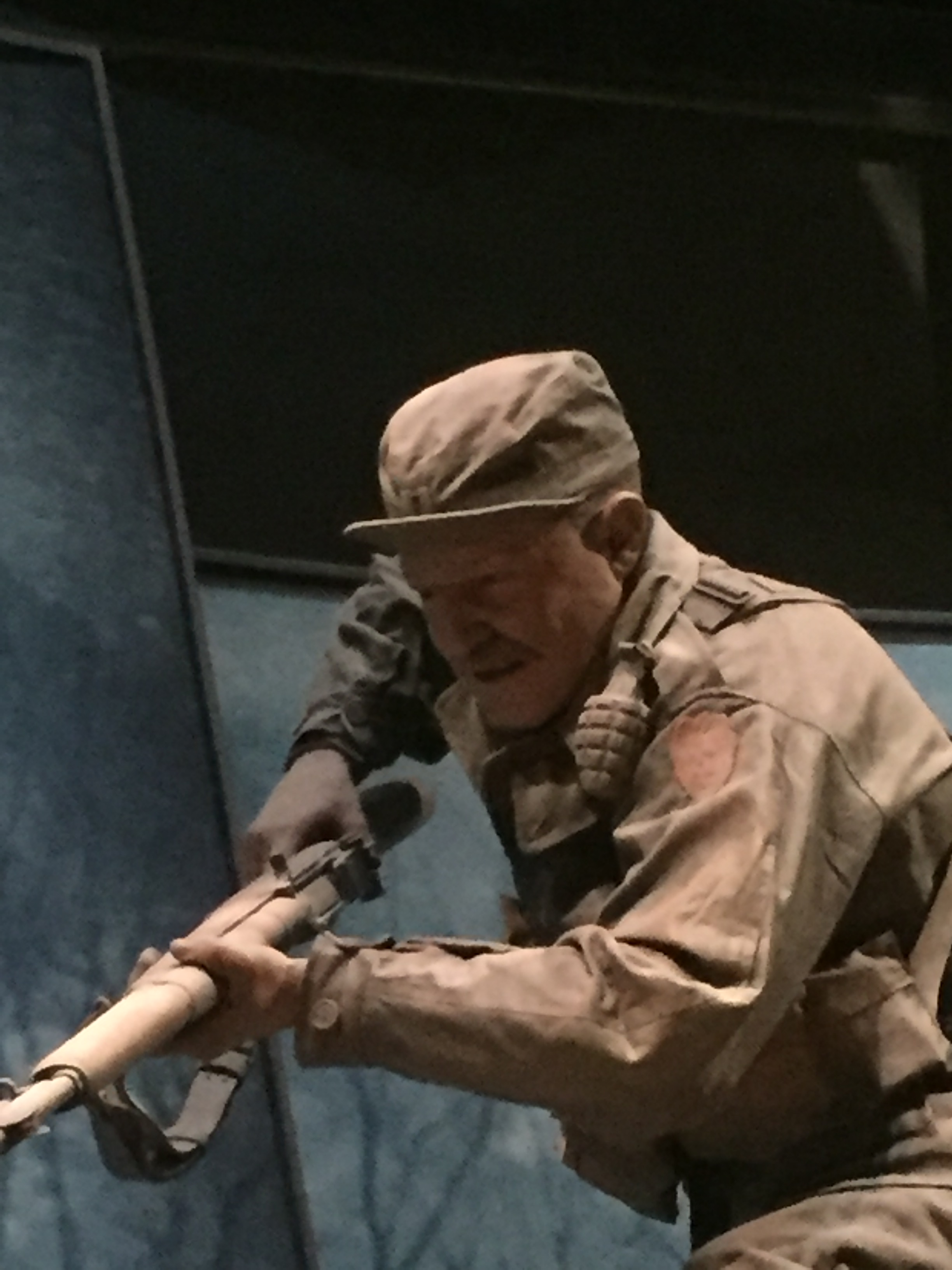
Статуя Миллетта на диораме в Национальном пехотном музее. Форт-Беннинг, штат Джорджия.

В музее пехоты армии США в Форт-Беннинге, штат Джорджия одна из диорам, отражающих подвиги пехоты, изображён Миллетт в ходе штыковой атаки на высоту 180 в ходе Корейской войны.